# ناحیه کل‌فاکس، شهرستان اوکه‌آنا، میشیگان
ناحیه کل‌فاکس (به انگلیسی: Colfax Township) یک منطقهٔ مسکونی در ایالات متحده آمریکا است که در شهرستان اوشنا، میشیگان واقع شده‌است.
 ناحیه کل‌فاکس ۹۳٫۱ کیلومتر مربع مساحت و ۴۶۲ نفر جمعیت دارد و ۲۷۲ متر بالاتر از سطح دریا واقع شده‌است.